# القياس في ميكانيكا الكم
في الصياغة الرياضية ل ميكانيكا الكم، عملية القياس (أي، الحصول على قيمة أو مجموعة من القيم لخاصية فيزيائية، أو أكثر عموما الحصول معلومات نظام فيزيائي) يُرمز لها بما يمكن تسميتة القياس في ميكانيك الكم

## تعريف
القياس في ميكانيك الكم تمت صياغته رياضيا بواسطة مؤثر يعمل على متجهات فضاء هلبرت {\displaystyle {\mathcal {H}}} (إذن كل حالة كمومية مُمَثلة بواسطة متجه في هذا الفضاء). 

الهذف من مؤثر القياس في ميكانيك الكم هو إتاحة الإمكانية لتفكيك حالة كمومية {\displaystyle |\psi \rangle } كيف ما كانت (إذن متجه في فضاء هلبرت) إلى تركيبة خطية من الحالات الكمومية الخاصة، كل حالة من هذه الحالات هي حالة ممكنة لعملية القياس.

لتكن {\displaystyle |\alpha _{i}\rangle } متجهات خاصة للمؤثر {\displaystyle {\hat {A}}} (ممكن أن تكون ما لا نهاية وذلك حسب المؤثر).
{\displaystyle {\hat {A}}\Rightarrow |\psi \rangle =c_{1}|\alpha _{1}\rangle +c_{2}|\alpha _{2}\rangle +..+c_{n}|\alpha _{n}\rangle le+..}
{\displaystyle c_{i}=\langle \psi |\alpha _{i}\rangle }: هو المعامل العقدي لهذه التركيبة خطية
هذا المعامل يعطي الاحتمال لتكون حالة خاصة {\displaystyle \left|\alpha _{i}\right\rangle } نتيحة عملية القياس لحالة كمية {\displaystyle |\psi \rangle }:
{\displaystyle P={|\langle \psi |\alpha _{i}\rangle |}^{2}}
 (مع افتراض أن {\displaystyle \left|\psi \right\rangle } و{\displaystyle \left|\alpha _{i}\right\rangle } موحدان.
مجموعة هذه المتجهات الخاصة {\displaystyle |\alpha _{i}\rangle } ما هي إلا مجموعة من النتائج الممكنة لمؤثر القياس الذي تمت صياغته بالقياس في ميكانيك الكم.
الحالات التي تظهر قبل عملية القياس على الشكل المبسط {\displaystyle |\phi \rangle =c_{i}|\alpha _{i}\rangle } تُسمى «حالات خاصة» أو «حالات سليمة».

حسب القاعدة العامة، لا توجد حالة كمومية عبارة عن حالة سليمة، بل هي حالات متراكبة لمؤثر القياس.

بعد العملية القياس، النظام الفيزيائي الذي تم قياسه سيكون في إحدى الحالات الخاصة لمؤثر القياس الكمي (مسلمات ميكانيكا الكم).

## خصائص مؤثر القياس الكمي
يجب على المؤثر التالي امتلاك الخصائص التالية ليكون مؤثر قياس كمي:
- المؤثر {\displaystyle {\hat {A}}} يجب أن يكون مؤثر خطي
- القيم الخاصة للمؤثر {\displaystyle {\hat {A}}} ، أي النتائج الممكنة لعملية القياس، يجب أن تكون أعداد حقيقية، كل هذا ممكن إذا كان {\displaystyle {\hat {A}}} مؤثر هيرميتي.
- المتجهات الخاصة للمؤثر {\displaystyle {\hat {A}}} يجب أن تكون متعامدة، وهذا أساسي بالنسبة لمؤثر القياس الكمي لأن في حالة أن حالة كمومية لديها «قيمة معروفة»، هذه الأخيرة يجب أن لا تتغير إذا ما طبقنا من جديد نفس مؤثر القياس، احتمال أن تكون لنفس مؤثر القياس متجه خاص آخر يجب أن يكون منعدم. وهذا ممكن إلا إذا كانت المتجهات الخاصة للمؤثر متعامدة.
- المتجهات الخاصة للمؤثر {\displaystyle {\hat {A}}} يجب أن تُكًوِن قاعدة في فضاء هلبرت.
- المتجهات الخاصة للمؤثر {\displaystyle {\hat {A}}} يجب أن تكون قابلة للتوحيد.

## أمثلة لمؤثر القياس الكمي
- هاملتوني {\displaystyle {\hat {H}}\,} (مرتبط بطاقة النطام.
- زخم الحركة: {\displaystyle {\hat {P}}=-i\hbar {\hat {\nabla }}=({\hat {P}}_{x},{\hat {P}}_{y},{\hat {P}}_{z})\,}
- الموقع: {\displaystyle {\hat {R}}=({\hat {X}},{\hat {Y}},{\hat {Z}})\,}.
- السرعة: {\displaystyle {\hat {V}}={\hat {P}}/m\,}
- الزخم الزاوي: {\displaystyle {\hat {L}}=({\hat {L}}_{x},{\hat {L}}_{y},{\hat {L}}_{z})\,}
- اللف المغزلي: {\displaystyle {\hat {S}}=({\hat {S}}_{x},{\hat {S}}_{y},{\hat {S}}_{z})\,}
- زخم مغاطيسي: {\displaystyle {\hat {M}}=({\hat {M}}_{x},{\hat {M}}_{y},{\hat {M}}_{z})\,}